# Hans Hiltebrand
Hans Hiltebrand (* 18. Januar 1945 in Dielsdorf ZH) ist ein ehemaliger Schweizer Bobfahrer.

## Karriere
Der diplomierte Elektroinstallateur vom Zürcher Bobclub begann 1970 mit dem Bobsport. 1972 gewann er als Anschieber des Bobpiloten Hansruedi Müller zusammen mit Herbert Ott und Rudolf Born den Europameistertitel im Viererbob. 1972 waren Müller und Hiltebrand Schweizer Vizemeister im Zweierbob, 1973 erreichte Hiltebrand in Müllers Bob den dritten Platz bei den Schweizer Meisterschaften.
Ab 1975 war Hiltebrand selber Bobpilot und belegte 1975 den zweiten Platz im Zweierbob bei den Schweizer Meisterschaften. Seinen internationalen Durchbruch als Bobpilot hatte er 1977, als er mit Heinz Meier die Weltmeisterschaft im Zweierbob gewann. Nach 1972 und 1977 gewann Hiltebrand auch seinen dritten internationalen Titel auf der Natureisbahn in St. Moritz, als er bei der Bob-Europameisterschaft 1980 mit Walter Rahm im Zweierbob siegte. Im Viererbob gewannen die Schweizer alle drei Medaillen, hinter den Bobs von Erich Schärer und Peter Schärer erhielten Hiltebrand, Ulrich Schindler, Walter Rahm und Armin Baumgartner die Bronzemedaille. Bei den Olympischen Spielen 1980 in Lake Placid belegte Hiltebrand den vierten Platz im Zweierbob und den sechsten Platz im Viererbob.
Bei der Bob-Europameisterschaft 1981 in Igls gewann Hiltebrand mit Walter Rahm den Titel im Zweierbob, im Viererbob erreichte er den neunten Platz. Bei der Weltmeisterschaft einen Monat später in Cortina d’Ampezzo belegten Hiltebrand und Rahm den vierten Platz. Im Viererbob gewann Hiltebrand mit Kurt Poletti, Franz Weinberger und Franz Isenegger die Silbermedaille hinter dem DDR-Piloten Bernhard Germeshausen. 1982 trat Hiltebrand nur mit Ulrich Bächli im Zweierbob an, nach Bronze bei der Europameisterschaft in Cortina d’Ampezzo gewannen die beiden die Silbermedaille bei der Weltmeisterschaft in St. Moritz. Sieger wurde jeweils der Zweierbob von Erich Schärer. Bei der Europameisterschaft 1983 fuhr Hiltebrand im Zweierbob auf den sechsten Platz. 1984 erreichte er mit Meinrad Müller den fünften Platz bei den Olympischen Spielen 1984 in Sarajevo.
Die Bob-Europameisterschaft 1985 fand wieder in St. Moritz statt. Hiltebrand und Müller gewannen in beiden Wettbewerben Bronze, im Viererbob unterstützt von Urs Leuthold und Kurt Ott. Bei der Bob-Weltmeisterschaft 1985 in Cervinia belegten Hiltebrand und Müller den fünften Platz im Zweierbob. 1986 siegte Hiltebrand bei der Europameisterschaft in Igls mit Kurt Meier, Erwin Fassbind und André Kiser im Viererbob. Für die Weltmeisterschaft 1986 fiel Hiltebrand aus, Erich Schärer siegte mit Meier, Fassbind und Kiser. Im Jahr darauf trat Hiltebrand nur bei der Weltmeisterschaft 1987 in St. Moritz an. Im Zweierbob belegte er mit André Kiser den zweiten Platz hinter seinem Landsmann Ralph Pichler. Im Vierbob siegten Hiltebrand, Urs Fehlmann, Erwin Fassbind und Kiser. Zum Abschluss seiner aktiven Karriere startete Hiltebrand bei den Olympischen Spielen 1988 in Calgary. Mit André Kiser erreichte er den sechsten Platz im Zweierbob, im Viererbob belegten Hiltebrand, Fehlmann, Fassbind und Kiser den neunten Platz. 
Bei Schweizer Meisterschaften belegte Hiltebrand von 1978 bis 1988 im Zweierbob siebenmal den ersten Platz (1980, 1981, 1983, 1984, 1985, 1987, 1988) und viermal den zweiten; im Viererbob siegte er 1982 und 1985.
Nachdem er in seiner aktiven Karriere alles außer einer olympischen Medaille gewonnen hatte, gelang ihm dies als Trainer: 1998 gewann sein Schützling Pierre Lueders olympisches Gold im Zweierbob. Hiltebrand war bis 1999 als Trainer der kanadischen Bobfahrer tätig, 2002 betreute er das Schweizer Team.